# Viiskulma
Les cinq coins (finnois : Viiskulma) est le croisement de cinq rues dans les quartiers Ullanlinna et Punavuori d'Helsinki en Finlande.

## Présentation
Viiskulma est le nom du croisement de cinq rues (Laivurinkatu, Pursimiehenkatu, Fredrikinkatu, Laivurinrinne et Tarkk’ampujankatu) à la limite de Punavuori et d'Ullanlinna.

## Bâtiments
Les cinq bâtiments marquant chaque coin du croisement sont plus hauts que les bâtiments environnants, ce qui leur donne un aspect de tour.
Ces bâtiments ont été construits sur une période allant de la fin des années 1890 à la fin des années 1920 et varient dans le style architectural du style néo-Renaissance au classicisme nordique. 
- Fredrikinkatu 19 (1896) par les architectes Usko Nyström, Albert Petrelius et Vilho Penttilä
- Laivurinrinne 1 (1928) de l'architecte Emanuel Ikäläinen;
- Tarkk'ampujankatu 20 (1927) de l'architecte Väinö Vähäkallio;
- Laivurinkatu 10 (1890) de l'architecte Selim Arvid Lindqvist;
- Fredrikinkatu 12 (1927) dont l'architecte est inconnu.

## Galerie

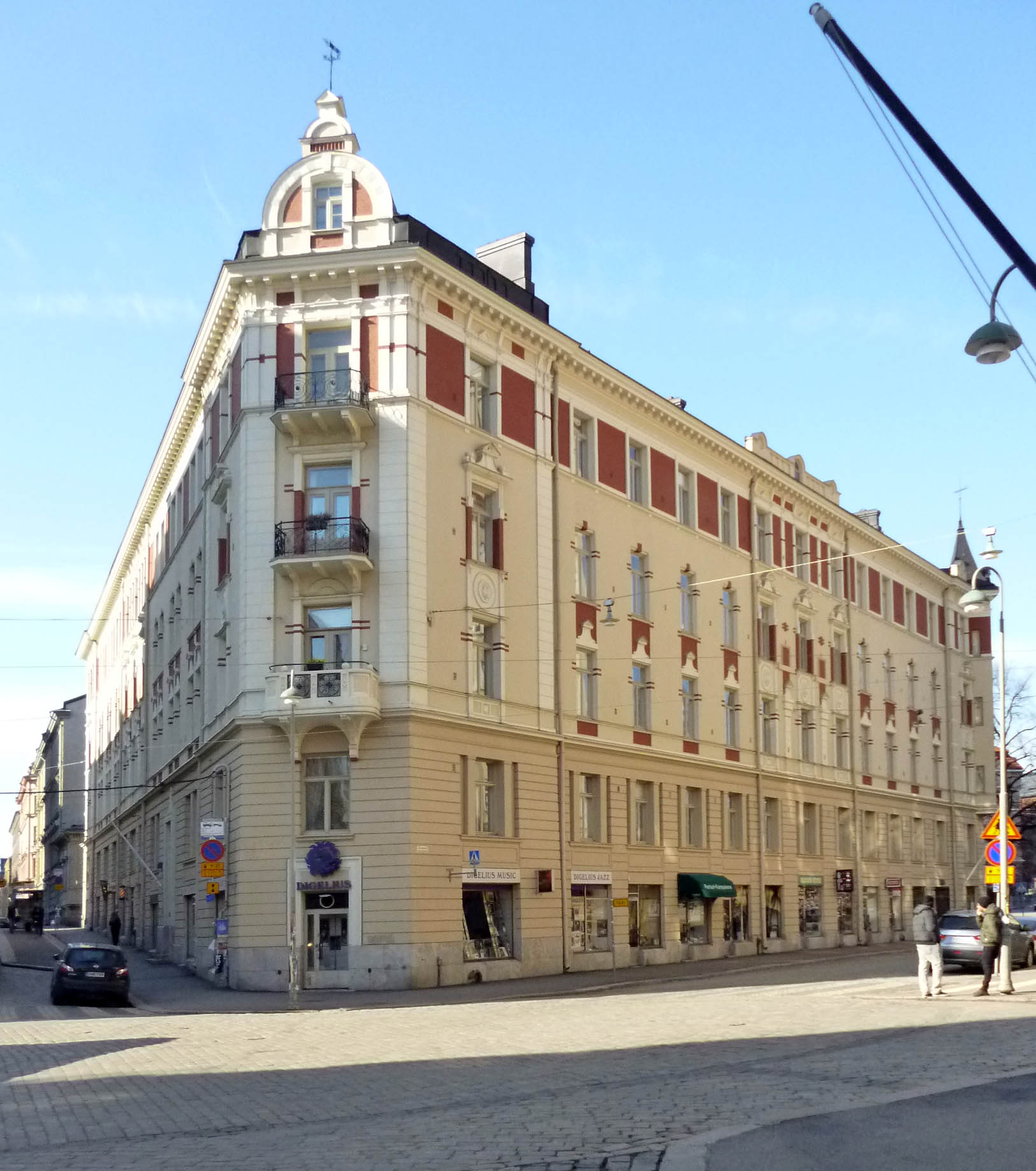
Wuorinen
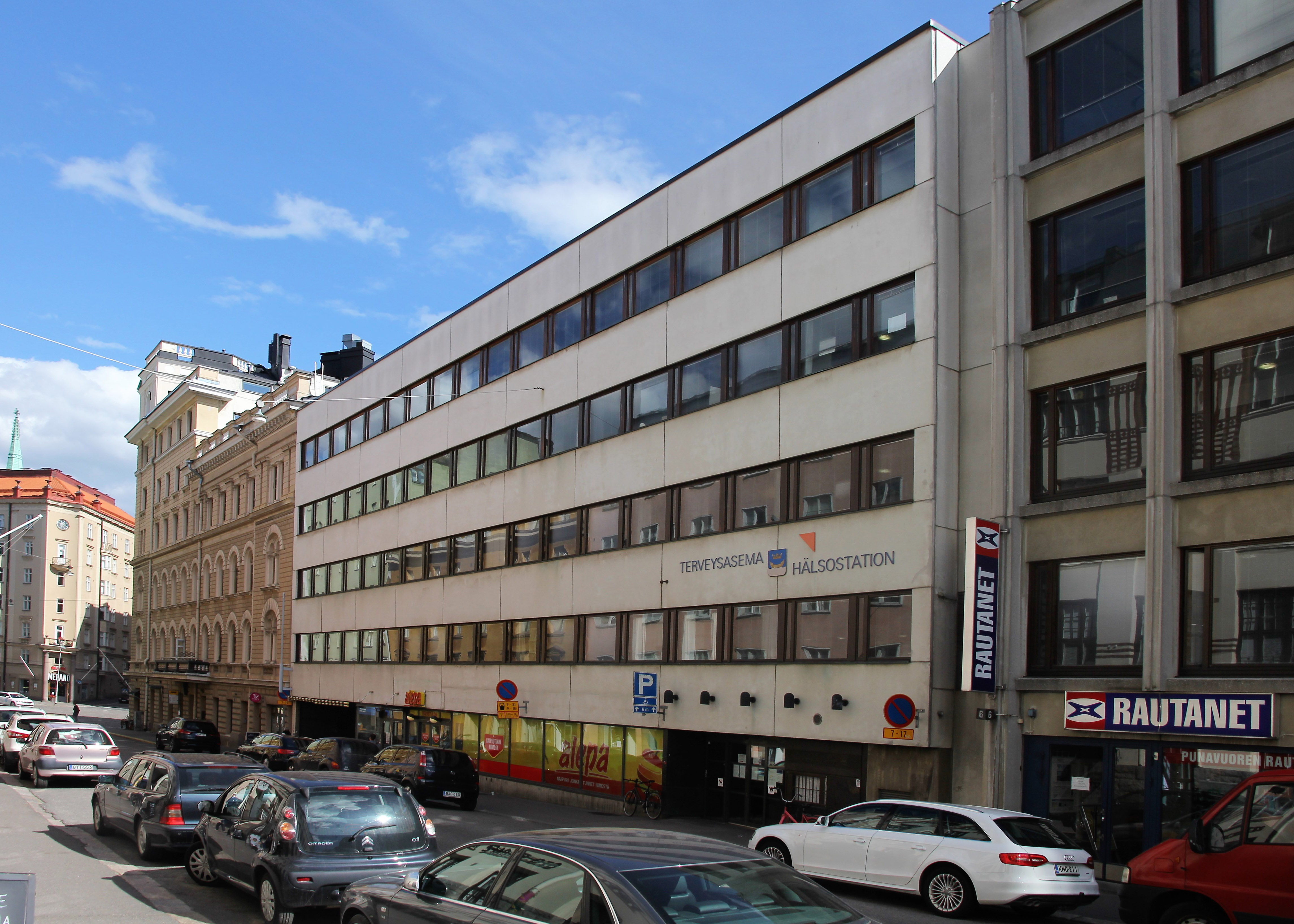
Centre médical de Viiskulma.
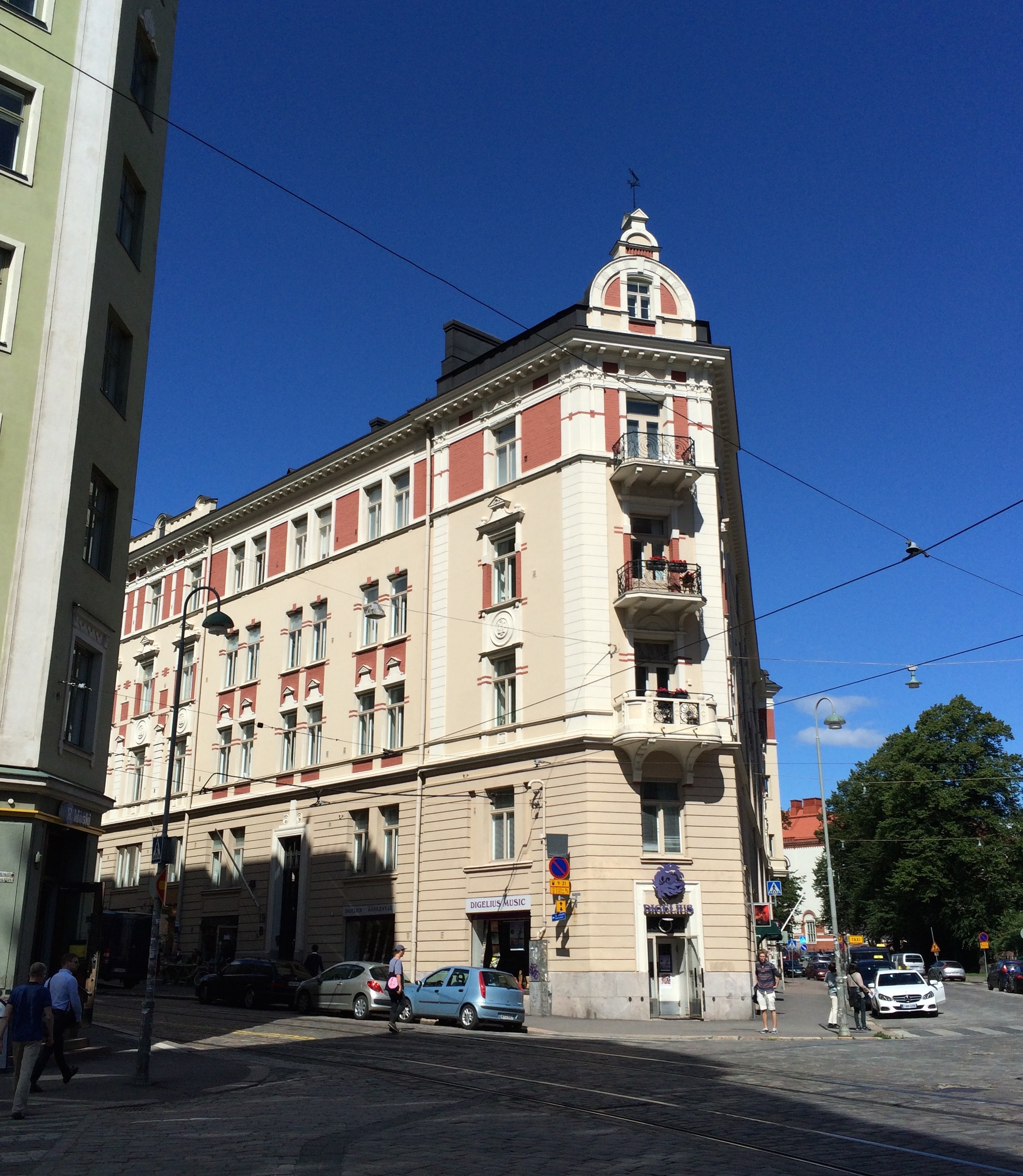
Viiskulma, Tarkk’ampujankatu Laivurinrinne.
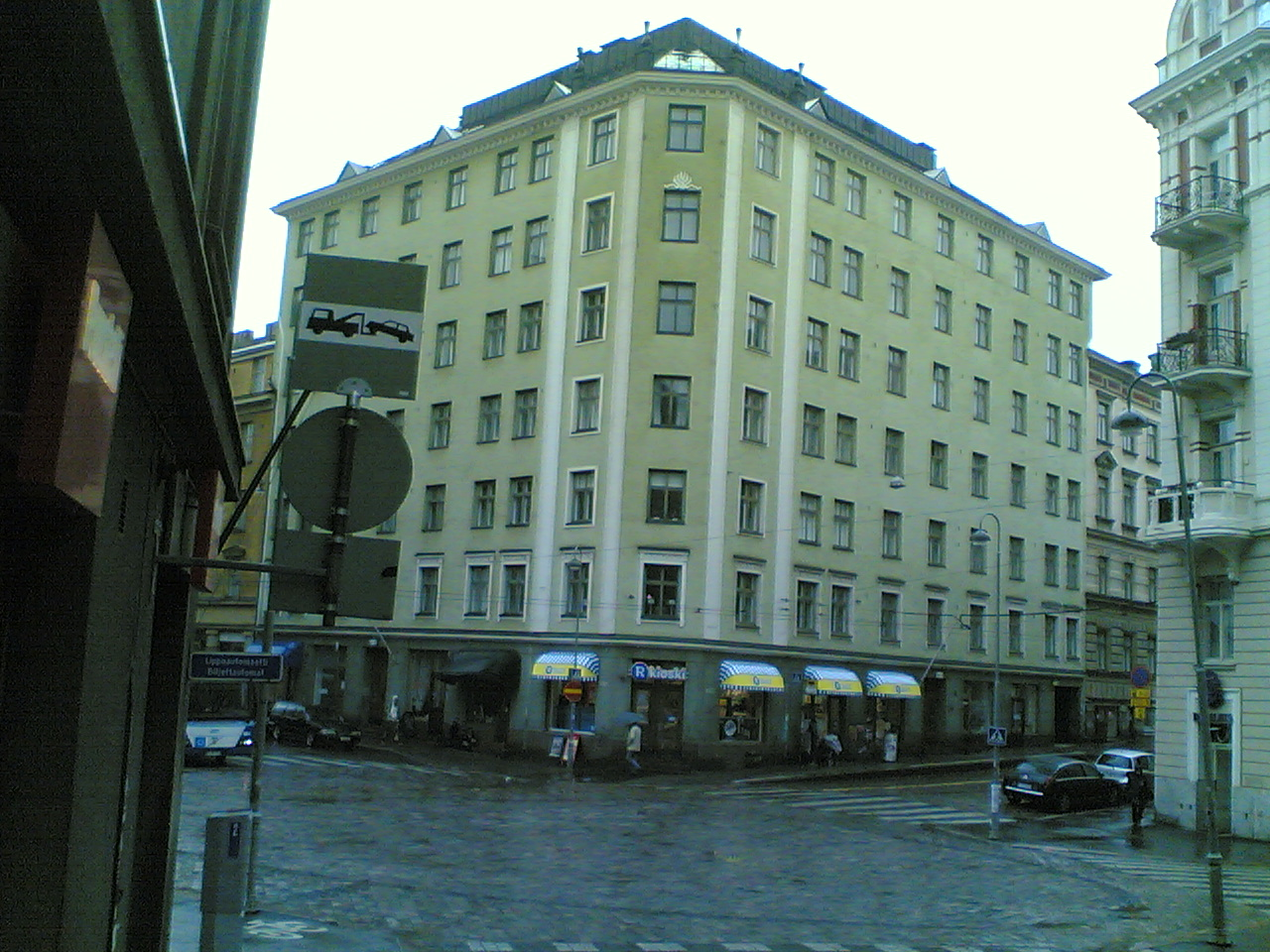
R-kioski de Viiskulma.